# Джеймс Голл
Джеймс Голл  (англ. James Hall, 6 жовтня 1995, Бенкстаун, Австралія)— британський гімнаст. Призер чемпіонату світу та Європи.

## Біографія
Народився в Бенкстауні, Австралія. У віці двох років разом з родиною переїхав до графства Кент, Велика Британія.  Після завершення спортивної кар'єри хотів би стати поліціянтом.
В 2018 році був послом фонду "Young Lives Foundation", благодійної організації, що займається покращенням життя знедолених дітей в графстві Кент.

## Спортивна кар'єра
Шкільний тренер познайомив зі спортивною гімнастикою в шкільному залі, рекомендувавши займатися нею на постійній основі. З шести років тренується під керівництвом Йонута Трандабуру.
Є найстабільнішим британським гімнастом, за що в команді отримав прізвисько "Листоноша". Був найкращим британським багатоборцем на чемпіонаті Європи 2017 та 2019 років, а також на чемпіонаті світу 2018 року.

## Результати на турнірах
| Рік  | Змагання         | КБ | ІБ | Вільні вправи | Кінь | Кільця | Опорний стрибок | Паралельні бруси | Перекладина |
| ---- | ---------------- | -- | -- | ------------- | ---- | ------ | --------------- | ---------------- | ----------- |
| 2015 | Чемпіонат світу  | 2  |    |               |      |        |                 |                  |             |
| 2017 | Чемпіонат Європи |    | 3  |               |      |        |                 |                  | 4           |
| 2018 | Чемпіонат Європи | 2  |    |               |      |        |                 |                  | 5           |
| 2018 | Чемпіонат світу  | 5  | 8  |               |      |        |                 |                  |             |
| 2019 | Чемпіонат Європи |    | 7  |               |      |        |                 |                  | 8           |
| 2019 | Чемпіонат світу  | 5  | 14 |               |      |        |                 |                  |             |
| 2021 | Олімпійські ігри | 4  | 8  |               |      |        |                 |                  |             |
| 2022 | Чемпіонат Європи | 1  |    |               |      |        |                 |                  | 4           |
| 2022 | Чемпіонат світу  | 3  |    |               |      |        |                 |                  |             |
| 2023 | Чемпіонат світу  | 4  | 9  |               |      |        |                 |                  |             |
| 2024 | Чемпіонат Європи | 2  |    |               |      |        |                 | 5                |             |